# Deniss Tjapkin
Deniss Tjapkin (sinh 30 tháng 1 năm 1991) là một cầu thủ bóng đá Estonia thi đấu ở vị trí trung vệ cho câu lạc bộ Meistriliiga Nõmme Kalju và đội tuyển quốc gia Estonia.

## Sự nghiệp quốc tế
Tjapkin ra mắt quốc tế cho Estonia ngày 19 tháng 11 năm 2017, trong chiến thắng 2–0 sân khách trước Fiji trong trận giao hữu.